# Llac Colbún
L'anomenat llac Colbún és en realitat un embassament artificial xilè a prop de la ciutat de Talca. Té una extensió de 5.700 h. i una capacitat de 1.490 milions de m³. És l'embassament artificial més gran del país.
Es va construir entre els anys 1980 i 1985, per retenir l'aigua del riu Maule i utilitzar-la per a centrals hidroelèctriques i per al rec agrícola. L'embassament es troba a 440 metres sobre el nivell del mar.
L'aigua del llac és molt transparent, ja que el riu Maule arrossega molt pocs sediments de la serralada dels Andes. Això també fa que rebi forces visites estivals d'autòctons i turistes, on hi poden practicar esports aquàtics, pesca i altres activitats de lleure.